# Beretta 92
Beretta 92 je serija sodobnih pištol, ki so predvsem zaradi varnosti, priročnosti in ognjene moči zelo priljubljene v različnih armadah sveta. Različica Beretta 92 FS je v uporabi pri Slovenski vojski in policiji.

## Beretta M 92 FS
Beretta M 92 FS je tipična vojaška pištola z dvorednim okvirom za 15 nabojev, z dvojnim delovanjem sprožilca in avtomatiko na podlagi kratkega trzanja cevi. Ogrodje je iz posebne zlitine aluminija, vitalni deli so jekleni, nekaj delov pa je plastičnih. Pištolo odlikuje dovršen varovalni mehanizem z avtomatsko varovalko udarne igle in vzvodom za varno sproščanje napetega kladivca (»decocker«). Vzvod varovalke je na obeh straneh zaklepa. Kadar se naboj ne vžge s prvim udarcem kladivca, dvojno delovanje sprožilca omogoča takojšnjo ponovitev udarca, ki praviloma aktivira naboj. V primerjavi s starejšimi pištolami, ki so bile v uporabi tudi na Slovenskem, je beretta bolj ergonomična, čeprav ima zaradi dvorednega okvira debelejši ročaj.